# ブルンジの大統領一覧
ブルンジの大統領（ブルンジのだいとうりょう、ルンディ語: Abakuru W'igihugu ca Uburundi、フランス語: Président de la république du Burundi）は、ブルンジ共和国の元首たる大統領である。

## 概要
1966年の君主制廃止以降、ブルンジは大統領制を採っている。2018年以降から任期は7年、再選は2回までとなっている。
かつて首相が設置されていたが1998年に廃止され、2人からなる副大統領が新たに設置された。2018年の憲法改正によって副大統領は1人となり、首相職が復活した（首相が就任したのは2020年）。

## 大統領の一覧
| 代   | 大統領                                                          | 大統領                   | 出身部族 | 所属政党                                    | 期                                          |                                  |                  | 備考                                |
| ---- | --------------------------------------------------------------- | ------------------------ | -------- | ------------------------------------------- | ------------------------------------------- | -------------------------------- | ---------------- | ----------------------------------- |
| 001  | ミシェル・ミコンベロ Michel Micombero                           |                          | ツチ     | 民族進歩連合 （FRODEBU）                    | －                                          | 1966年11月28日 - 1976年11月1日   | 9年 + 339日      | 任期満了前に辞任                    |
| 00－ | ジャン＝バティスト・バガザ Jean-Baptiste Bagaza                 |                          | ツチ     | 無所属 （軍人）                             | －                                          | 1976年11月2日 - 1976年11月10日   | 8日              | 元首代行 （最高革命評議会議長）     |
| 002  | ジャン＝バティスト・バガザ Jean-Baptiste Bagaza                 | 民族進歩連合 （FRODEBU） | ツチ     | －                                          | 1976年11月10日 - 1984年                     | 10年 + 297日 （計 10年 + 305日） |                  |                                     |
| 002  | ジャン＝バティスト・バガザ Jean-Baptiste Bagaza                 | 民族進歩連合 （FRODEBU） | ツチ     | 1                                           | 1984年 - 1987年9月3日                       | 10年 + 297日 （計 10年 + 305日） | 任期満了前に辞任 |                                     |
| 00－ | ピエール・ブヨヤ Pierre Buyoya                                  |                          | ツチ     | 1                                           | 無所属 （軍人）                             | 1987年9月3日 - 1987年9月9日      | 6日              | 元首代行 （国民救済軍事委員会議長） |
| 003  | ピエール・ブヨヤ Pierre Buyoya                                  | 民族進歩連合 （FRODEBU） | ツチ     | －                                          | 1987年9月9日 - 1993年7月10日                | 5年 + 304日 （計 5年 + 310日）   |                  |                                     |
| 004  | メルシオル・ンダダイエ Melchior Ndadaye                         |                          | フツ     | ブルンジ民主戦線 （FRODEBU）                | 2                                           | 1993年7月10日 - 1993年10月21日   | 103日            | 在任中に死去                        |
| 00－ | フランソワ・ンゲゼ François Ngeze                               |                          | フツ     | 無所属 （軍人）                             | 2                                           | 1993年10月21日 - 1993年10月27日  | 6日              | 元首代行 （救国委員会議長）         |
| 00－ | シルヴィ・キニギ Sylvie Kinigi                                  |                          | ツチ     | 民族進歩連合 （FRODEBU）                    | 2                                           | 1993年10月27日 - 1994年2月5日    | 101日            | 大統領代行 （首相）                 |
| 005  | シプリアン・ンタリャミラ Cyprien Ntaryamira                     |                          | フツ     | ブルンジ民主戦線 （FRODEBU）                | －                                          | 1994年2月5日 - 1994年4月6日      |                  | 在任中に死去                        |
| 00－ | シルヴェストル・ンティバントゥンガニャ Sylvestre Ntibantunganya |                          | フツ     | ブルンジ民主戦線 （FRODEBU）                | －                                          | 1994年2月5日 - 1994年10月1日     | 238日            | 大統領代行 （国民議会議長）         |
| 006  | シルヴェストル・ンティバントゥンガニャ Sylvestre Ntibantunganya | －                       | フツ     | ブルンジ民主戦線 （FRODEBU）                | 1994年10月1日 - 1996年7月25日               | 1年 + 298日                      | 任期満了前に辞任 |                                     |
| 00－ | ピエール・ブヨヤ Pierre Buyoya                                  |                          | ツチ     | 無所属 （軍人）                             | －                                          | 1996年7月25日 - 1998年6月11日    | 1年 + 321日      | 暫定大統領                          |
| 007  | ピエール・ブヨヤ Pierre Buyoya                                  | 民族進歩連合 （FRODEBU） | ツチ     | －                                          | 1998年6月11日 - 2003年4月30日               | 4年 + 323日 （計 6年 + 279日）   |                  |                                     |
| 008  | ドミシアン・ンダイゼイエ Domitien Ndayizeye                     |                          | フツ     | ブルンジ民主戦線 （FRODEBU）                | －                                          | 2003年4月30日 - 2005年8月26日    | 2年 + 118日      |                                     |
| 009  | ピエール・ンクルンジザ Pierre Nkurunziza                        |                          | フツ     | 民主防衛国民会議・民主防衛勢力 （CNDD-FDD） | 3                                           | 2005年8月26日 - 2010年           | 14年 + 287日     |                                     |
| 009  | ピエール・ンクルンジザ Pierre Nkurunziza                        | 4                        | フツ     | 民主防衛国民会議・民主防衛勢力 （CNDD-FDD） | 2010年 - 2015年                             |                                  | 14年 + 287日     |                                     |
| 009  | ピエール・ンクルンジザ Pierre Nkurunziza                        | 5                        | フツ     | 民主防衛国民会議・民主防衛勢力 （CNDD-FDD） | 2015年 - 2020年6月8日                       | 在任中に死去                     | 14年 + 287日     |                                     |
| 00－ | パスカル・ニャベンダ Pascal Nyabenda                            | 5                        |          | フツ                                        | 民主防衛国民会議・民主防衛勢力 （CNDD-FDD） | 2020年6月8日 - 2020年6月18日     | 10日             | 大統領代行 （国民議会議長）         |
| 010  | エヴァリステ・ヌダイシミエ Évariste Ndayishimiye                |                          | フツ     | 民主防衛国民会議・民主防衛勢力 （CNDD-FDD） | 6                                           | 2020年6月18日 - （現職）         | 5年 + 33日       | 前倒しで就任                        |